# كارين بوسوال
كارين بوسوال (بالإنجليزية: Karen Boswall)‏، هي مُخرجة سينمائية بريطانية، أخرجت عدة أفلام وثائقية مستقلة حول موزمبيق خلال فترة عيشها وعملها في هذا البلد.

## وصلات خارجية
- كارين بوسوال على موقع IMDb (الإنجليزية)